# 1338
Portal Geschichte | Portal Biografien | Aktuelle Ereignisse | Jahreskalender | Tagesartikel

◄ |
13. Jahrhundert |
14. Jahrhundert
| 15. Jahrhundert | ►

◄ |
1300er |
1310er |
1320er |
1330er
| 1340er | 1350er | 1360er | ►

◄◄ |
◄ |
1334 |
1335 |
1336 |
1337 |
1338
| 1339 | 1340 | 1341 | 1342 | ► | ►►
Staatsoberhäupter  · Nekrolog
| Januar | Januar | Januar | Januar | Januar | Januar | Januar | Januar |
| Kw     | Mo     | Di     | Mi     | Do     | Fr     | Sa     | So     |
| ------ | ------ | ------ | ------ | ------ | ------ | ------ | ------ |
| 1      |        |        |        | 1      | 2      | 3      | 4      |
| 2      | 5      | 6      | 7      | 8      | 9      | 10     | 11     |
| 3      | 12     | 13     | 14     | 15     | 16     | 17     | 18     |
| 4      | 19     | 20     | 21     | 22     | 23     | 24     | 25     |
| 5      | 26     | 27     | 28     | 29     | 30     | 31     |        |

| Februar | Februar | Februar | Februar | Februar | Februar | Februar | Februar |
| Kw      | Mo      | Di      | Mi      | Do      | Fr      | Sa      | So      |
| ------- | ------- | ------- | ------- | ------- | ------- | ------- | ------- |
| 5       |         |         |         |         |         |         | 1       |
| 6       | 2       | 3       | 4       | 5       | 6       | 7       | 8       |
| 7       | 9       | 10      | 11      | 12      | 13      | 14      | 15      |
| 8       | 16      | 17      | 18      | 19      | 20      | 21      | 22      |
| 9       | 23      | 24      | 25      | 26      | 27      | 28      |         |

| März | März | März | März | März | März | März | März |
| Kw   | Mo   | Di   | Mi   | Do   | Fr   | Sa   | So   |
| ---- | ---- | ---- | ---- | ---- | ---- | ---- | ---- |
| 9    |      |      |      |      |      |      | 1    |
| 10   | 2    | 3    | 4    | 5    | 6    | 7    | 8    |
| 11   | 9    | 10   | 11   | 12   | 13   | 14   | 15   |
| 12   | 16   | 17   | 18   | 19   | 20   | 21   | 22   |
| 13   | 23   | 24   | 25   | 26   | 27   | 28   | 29   |
| 14   | 30   | 31   |      |      |      |      |      |

| April | April | April | April | April | April | April | April |
| Kw    | Mo    | Di    | Mi    | Do    | Fr    | Sa    | So    |
| ----- | ----- | ----- | ----- | ----- | ----- | ----- | ----- |
| 14    |       |       | 1     | 2     | 3     | 4     | 5     |
| 15    | 6     | 7     | 8     | 9     | 10    | 11    | 12    |
| 16    | 13    | 14    | 15    | 16    | 17    | 18    | 19    |
| 17    | 20    | 21    | 22    | 23    | 24    | 25    | 26    |
| 18    | 27    | 28    | 29    | 30    |       |       |       |

| Mai | Mai | Mai | Mai | Mai | Mai | Mai | Mai |
| Kw  | Mo  | Di  | Mi  | Do  | Fr  | Sa  | So  |
| --- | --- | --- | --- | --- | --- | --- | --- |
| 18  |     |     |     |     | 1   | 2   | 3   |
| 19  | 4   | 5   | 6   | 7   | 8   | 9   | 10  |
| 20  | 11  | 12  | 13  | 14  | 15  | 16  | 17  |
| 21  | 18  | 19  | 20  | 21  | 22  | 23  | 24  |
| 22  | 25  | 26  | 27  | 28  | 29  | 30  | 31  |

| Juni | Juni | Juni | Juni | Juni | Juni | Juni | Juni |
| Kw   | Mo   | Di   | Mi   | Do   | Fr   | Sa   | So   |
| ---- | ---- | ---- | ---- | ---- | ---- | ---- | ---- |
| 23   | 1    | 2    | 3    | 4    | 5    | 6    | 7    |
| 24   | 8    | 9    | 10   | 11   | 12   | 13   | 14   |
| 25   | 15   | 16   | 17   | 18   | 19   | 20   | 21   |
| 26   | 22   | 23   | 24   | 25   | 26   | 27   | 28   |
| 27   | 29   | 30   |      |      |      |      |      |

| Juli | Juli | Juli | Juli | Juli | Juli | Juli | Juli |
| Kw   | Mo   | Di   | Mi   | Do   | Fr   | Sa   | So   |
| ---- | ---- | ---- | ---- | ---- | ---- | ---- | ---- |
| 27   |      |      | 1    | 2    | 3    | 4    | 5    |
| 28   | 6    | 7    | 8    | 9    | 10   | 11   | 12   |
| 29   | 13   | 14   | 15   | 16   | 17   | 18   | 19   |
| 30   | 20   | 21   | 22   | 23   | 24   | 25   | 26   |
| 31   | 27   | 28   | 29   | 30   | 31   |      |      |

| August | August | August | August | August | August | August | August |
| Kw     | Mo     | Di     | Mi     | Do     | Fr     | Sa     | So     |
| ------ | ------ | ------ | ------ | ------ | ------ | ------ | ------ |
| 31     |        |        |        |        |        | 1      | 2      |
| 32     | 3      | 4      | 5      | 6      | 7      | 8      | 9      |
| 33     | 10     | 11     | 12     | 13     | 14     | 15     | 16     |
| 34     | 17     | 18     | 19     | 20     | 21     | 22     | 23     |
| 35     | 24     | 25     | 26     | 27     | 28     | 29     | 30     |
| 36     | 31     |        |        |        |        |        |        |

| September | September | September | September | September | September | September | September |
| Kw        | Mo        | Di        | Mi        | Do        | Fr        | Sa        | So        |
| --------- | --------- | --------- | --------- | --------- | --------- | --------- | --------- |
| 36        |           | 1         | 2         | 3         | 4         | 5         | 6         |
| 37        | 7         | 8         | 9         | 10        | 11        | 12        | 13        |
| 38        | 14        | 15        | 16        | 17        | 18        | 19        | 20        |
| 39        | 21        | 22        | 23        | 24        | 25        | 26        | 27        |
| 40        | 28        | 29        | 30        |           |           |           |           |

| Oktober | Oktober | Oktober | Oktober | Oktober | Oktober | Oktober | Oktober |
| Kw      | Mo      | Di      | Mi      | Do      | Fr      | Sa      | So      |
| ------- | ------- | ------- | ------- | ------- | ------- | ------- | ------- |
| 40      |         |         |         | 1       | 2       | 3       | 4       |
| 41      | 5       | 6       | 7       | 8       | 9       | 10      | 11      |
| 42      | 12      | 13      | 14      | 15      | 16      | 17      | 18      |
| 43      | 19      | 20      | 21      | 22      | 23      | 24      | 25      |
| 44      | 26      | 27      | 28      | 29      | 30      | 31      |         |

| November | November | November | November | November | November | November | November |
| Kw       | Mo       | Di       | Mi       | Do       | Fr       | Sa       | So       |
| -------- | -------- | -------- | -------- | -------- | -------- | -------- | -------- |
| 44       |          |          |          |          |          |          | 1        |
| 45       | 2        | 3        | 4        | 5        | 6        | 7        | 8        |
| 46       | 9        | 10       | 11       | 12       | 13       | 14       | 15       |
| 47       | 16       | 17       | 18       | 19       | 20       | 21       | 22       |
| 48       | 23       | 24       | 25       | 26       | 27       | 28       | 29       |
| 49       | 30       |          |          |          |          |          |          |

| Dezember | Dezember | Dezember | Dezember | Dezember | Dezember | Dezember | Dezember |
| Kw       | Mo       | Di       | Mi       | Do       | Fr       | Sa       | So       |
| -------- | -------- | -------- | -------- | -------- | -------- | -------- | -------- |
| 49       |          | 1        | 2        | 3        | 4        | 5        | 6        |
| 50       | 7        | 8        | 9        | 10       | 11       | 12       | 13       |
| 51       | 14       | 15       | 16       | 17       | 18       | 19       | 20       |
| 52       | 21       | 22       | 23       | 24       | 25       | 26       | 27       |
| 53       | 28       | 29       | 30       | 31       |          |          |          |

| Januar | Januar | Januar | Januar | Januar | Januar | Januar | Januar |
| Kw     | Mo     | Di     | Mi     | Do     | Fr     | Sa     | So     |
| ------ | ------ | ------ | ------ | ------ | ------ | ------ | ------ |
| 1      |        |        |        | 1      | 2      | 3      | 4      |
| 2      | 5      | 6      | 7      | 8      | 9      | 10     | 11     |
| 3      | 12     | 13     | 14     | 15     | 16     | 17     | 18     |
| 4      | 19     | 20     | 21     | 22     | 23     | 24     | 25     |
| 5      | 26     | 27     | 28     | 29     | 30     | 31     |        |

| Februar | Februar | Februar | Februar | Februar | Februar | Februar | Februar |
| Kw      | Mo      | Di      | Mi      | Do      | Fr      | Sa      | So      |
| ------- | ------- | ------- | ------- | ------- | ------- | ------- | ------- |
| 5       |         |         |         |         |         |         | 1       |
| 6       | 2       | 3       | 4       | 5       | 6       | 7       | 8       |
| 7       | 9       | 10      | 11      | 12      | 13      | 14      | 15      |
| 8       | 16      | 17      | 18      | 19      | 20      | 21      | 22      |
| 9       | 23      | 24      | 25      | 26      | 27      | 28      |         |

| März | März | März | März | März | März | März | März |
| Kw   | Mo   | Di   | Mi   | Do   | Fr   | Sa   | So   |
| ---- | ---- | ---- | ---- | ---- | ---- | ---- | ---- |
| 9    |      |      |      |      |      |      | 1    |
| 10   | 2    | 3    | 4    | 5    | 6    | 7    | 8    |
| 11   | 9    | 10   | 11   | 12   | 13   | 14   | 15   |
| 12   | 16   | 17   | 18   | 19   | 20   | 21   | 22   |
| 13   | 23   | 24   | 25   | 26   | 27   | 28   | 29   |
| 14   | 30   | 31   |      |      |      |      |      |

| April | April | April | April | April | April | April | April |
| Kw    | Mo    | Di    | Mi    | Do    | Fr    | Sa    | So    |
| ----- | ----- | ----- | ----- | ----- | ----- | ----- | ----- |
| 14    |       |       | 1     | 2     | 3     | 4     | 5     |
| 15    | 6     | 7     | 8     | 9     | 10    | 11    | 12    |
| 16    | 13    | 14    | 15    | 16    | 17    | 18    | 19    |
| 17    | 20    | 21    | 22    | 23    | 24    | 25    | 26    |
| 18    | 27    | 28    | 29    | 30    |       |       |       |

| Mai | Mai | Mai | Mai | Mai | Mai | Mai | Mai |
| Kw  | Mo  | Di  | Mi  | Do  | Fr  | Sa  | So  |
| --- | --- | --- | --- | --- | --- | --- | --- |
| 18  |     |     |     |     | 1   | 2   | 3   |
| 19  | 4   | 5   | 6   | 7   | 8   | 9   | 10  |
| 20  | 11  | 12  | 13  | 14  | 15  | 16  | 17  |
| 21  | 18  | 19  | 20  | 21  | 22  | 23  | 24  |
| 22  | 25  | 26  | 27  | 28  | 29  | 30  | 31  |

| Juni | Juni | Juni | Juni | Juni | Juni | Juni | Juni |
| Kw   | Mo   | Di   | Mi   | Do   | Fr   | Sa   | So   |
| ---- | ---- | ---- | ---- | ---- | ---- | ---- | ---- |
| 23   | 1    | 2    | 3    | 4    | 5    | 6    | 7    |
| 24   | 8    | 9    | 10   | 11   | 12   | 13   | 14   |
| 25   | 15   | 16   | 17   | 18   | 19   | 20   | 21   |
| 26   | 22   | 23   | 24   | 25   | 26   | 27   | 28   |
| 27   | 29   | 30   |      |      |      |      |      |

| Juli | Juli | Juli | Juli | Juli | Juli | Juli | Juli |
| Kw   | Mo   | Di   | Mi   | Do   | Fr   | Sa   | So   |
| ---- | ---- | ---- | ---- | ---- | ---- | ---- | ---- |
| 27   |      |      | 1    | 2    | 3    | 4    | 5    |
| 28   | 6    | 7    | 8    | 9    | 10   | 11   | 12   |
| 29   | 13   | 14   | 15   | 16   | 17   | 18   | 19   |
| 30   | 20   | 21   | 22   | 23   | 24   | 25   | 26   |
| 31   | 27   | 28   | 29   | 30   | 31   |      |      |

| August | August | August | August | August | August | August | August |
| Kw     | Mo     | Di     | Mi     | Do     | Fr     | Sa     | So     |
| ------ | ------ | ------ | ------ | ------ | ------ | ------ | ------ |
| 31     |        |        |        |        |        | 1      | 2      |
| 32     | 3      | 4      | 5      | 6      | 7      | 8      | 9      |
| 33     | 10     | 11     | 12     | 13     | 14     | 15     | 16     |
| 34     | 17     | 18     | 19     | 20     | 21     | 22     | 23     |
| 35     | 24     | 25     | 26     | 27     | 28     | 29     | 30     |
| 36     | 31     |        |        |        |        |        |        |

| September | September | September | September | September | September | September | September |
| Kw        | Mo        | Di        | Mi        | Do        | Fr        | Sa        | So        |
| --------- | --------- | --------- | --------- | --------- | --------- | --------- | --------- |
| 36        |           | 1         | 2         | 3         | 4         | 5         | 6         |
| 37        | 7         | 8         | 9         | 10        | 11        | 12        | 13        |
| 38        | 14        | 15        | 16        | 17        | 18        | 19        | 20        |
| 39        | 21        | 22        | 23        | 24        | 25        | 26        | 27        |
| 40        | 28        | 29        | 30        |           |           |           |           |

| Oktober | Oktober | Oktober | Oktober | Oktober | Oktober | Oktober | Oktober |
| Kw      | Mo      | Di      | Mi      | Do      | Fr      | Sa      | So      |
| ------- | ------- | ------- | ------- | ------- | ------- | ------- | ------- |
| 40      |         |         |         | 1       | 2       | 3       | 4       |
| 41      | 5       | 6       | 7       | 8       | 9       | 10      | 11      |
| 42      | 12      | 13      | 14      | 15      | 16      | 17      | 18      |
| 43      | 19      | 20      | 21      | 22      | 23      | 24      | 25      |
| 44      | 26      | 27      | 28      | 29      | 30      | 31      |         |

| November | November | November | November | November | November | November | November |
| Kw       | Mo       | Di       | Mi       | Do       | Fr       | Sa       | So       |
| -------- | -------- | -------- | -------- | -------- | -------- | -------- | -------- |
| 44       |          |          |          |          |          |          | 1        |
| 45       | 2        | 3        | 4        | 5        | 6        | 7        | 8        |
| 46       | 9        | 10       | 11       | 12       | 13       | 14       | 15       |
| 47       | 16       | 17       | 18       | 19       | 20       | 21       | 22       |
| 48       | 23       | 24       | 25       | 26       | 27       | 28       | 29       |
| 49       | 30       |          |          |          |          |          |          |

| Dezember | Dezember | Dezember | Dezember | Dezember | Dezember | Dezember | Dezember |
| Kw       | Mo       | Di       | Mi       | Do       | Fr       | Sa       | So       |
| -------- | -------- | -------- | -------- | -------- | -------- | -------- | -------- |
| 49       |          | 1        | 2        | 3        | 4        | 5        | 6        |
| 50       | 7        | 8        | 9        | 10       | 11       | 12       | 13       |
| 51       | 14       | 15       | 16       | 17       | 18       | 19       | 20       |
| 52       | 21       | 22       | 23       | 24       | 25       | 26       | 27       |
| 53       | 28       | 29       | 30       | 31       |          |          |          |

## Ereignisse

### Politik und Weltgeschehen

#### Heiliges Römisches Reich

Rhenser Erklärung; Urkunde ohne Siegel vom 16. Juli 1338

- 16. Juli: Sechs der sieben Kurfürsten des Heiligen Römischen Reiches bilden auf dem Königsstuhl von Rhens einen Kurverein zur Wahrung ihrer Rechte (Kurverein von Rhense). Sie erklären, dass ein von ihnen gewählter Königstitel ohne Zustimmung des Papstes rechtskräftig sei.
- 6. August: Kaiser Ludwig IV. der Bayer verfügt auf dem Reichstag in Frankfurt am Main mit den Reichsgesetzen Fidem catholicam und Licet iuris, dass die Kaiserwahl allein aus der Wahl zum römisch-deutschen König abzuleiten sei und dass es keiner Approbation durch den Papst bedürfe.

#### Hundertjähriger Krieg

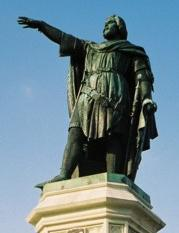
Jacob van Artevelde: Statue in Gent

- 3. Januar: Das größte Kirchspiel von Gent in der Grafschaft Flandern wählt Jacob van Artevelde zu einem der fünf Hauptmänner der Stadt. Dieser hat den Bürgern der Stadt versprochen, gegen die Unterdrückung durch Graf Ludwig I. vorzugehen. Ludwig hat durch seine Unterstützung des Anspruchs Philipps VI. auf den französischen Thron den Boykott der Ausfuhr englischer Wolle nach Flandern und der Einfuhr flämischer Tuche nach England heraufbeschworen, der katastrophale Auswirkungen auf die Wirtschaft seines Landes hat. Zunächst verhandelt van Artevelde mit Frankreich und England um Neutralität und Bestätigung von Handelsprivilegien. Gleichzeitig gelingt es ihm, auch Brügge und Ypern für dieses Anliegen zu gewinnen und einen Bund mit Johann III. von Brabant zu schließen. Von Ludwig fordern sie, sich nur flämische Berater zu wählen und gemeinsam mit den drei Städten zu regieren.

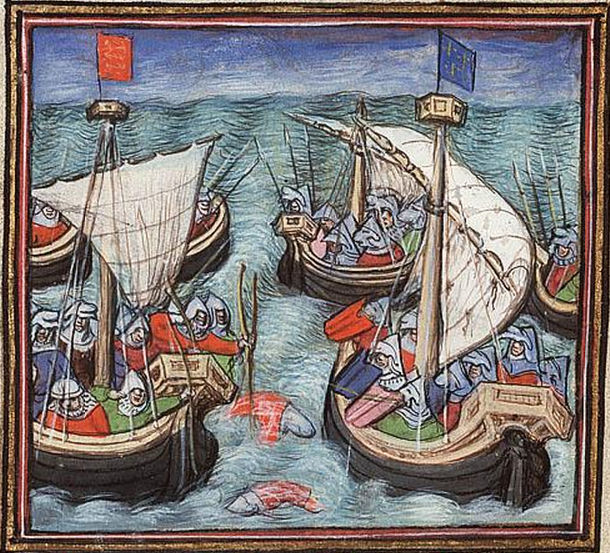
Seeschlacht von Arnemuiden – Buchmalerei in den Chroniques des französischen Geschichtsschreibers Jean Froissart

- 21. September: Das Seegefecht von Arnemuiden ist das erste mit Kanonen ausgetragene Seegefecht. Fünf englische Nefs, die eine große Menge Wolle für die Tuchmacher in der mit dem englischen König Edward III. verbündeten Grafschaft Flandern geladen haben, werden von einer französischen Flotte in der Anfangszeit des Hundertjährigen Kriegs nach tapferem Widerstand bezwungen. Die Ware wird beschlagnahmt, die Schiffe werden der französischen Flotte einverleibt und die gefangenen englischen Seeleute werden auf Befehl von Admiral Nicolas Béhuchet hingerichtet.
- 5. Oktober: Nach einer gewonnenen Seeschlacht auf dem Ärmelkanal überfällt eine mit französischen, normannischen, italienischen und kastilischen Seeleuten agierende Piratenflotte die Stadt Southampton, plündert sie, tötet Einwohner und führt Gefangene in die Sklaverei.

#### Weitere Ereignisse in Europa
- Gottfried IV. wird letzter Graf von Arnsberg.
- Amberg wird Hauptstadt der Oberpfalz (bis 1628).

#### Urkundliche Ersterwähnungen
- Gallenkirch wird zum ersten Mal urkundlich erwähnt.

### Wirtschaft
- Markgraf Friedrich II. von Meißen führt den Meißner Groschen als Währung in seinem Land ein.

### Wissenschaft und Technik
- Die Bibliothek der Sorbonne besitzt etwa 40 einbändige Bibeln.
- Konrad von Megenberg übergibt die zweite Fassung des Planctus ecclesiae in Germaniam einem päpstlichen Legaten. Thema des Buches ist der Ausgleich von Sacerdotium und Imperium, womit er versucht, bei Benedikt XII. Verständnis für Ludwig den Bayern zu wecken.

### Religion
- Die deutschen Bischöfe setzen sich für Ludwig IV. ein und scheitern.
- Das erste Hauptwerk des Dominikaners und Mailänders Galvano Fiamma (s. 1333), „Cronica galvagnana“, berichtet von den Ursprüngen Mailands bis zu diesem Jahr.

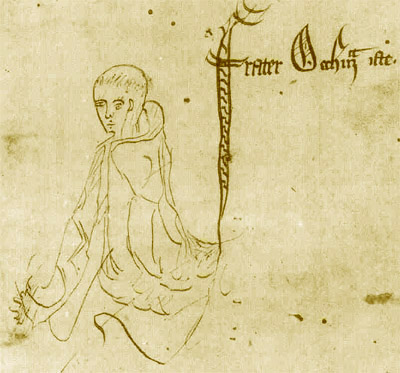
Skizze aus einer Handschrift der Summa logicae, die Wilhelm von Ockham darstellen soll

- Wilhelm von Ockham wiederholt seine Kritik an der Bulle Redemptor noster von Benedikt XII. (von 1336) in seinem Dialogus Magistri, wobei er einige der Meister Eckhart zur Last gelegten Sätze referiert.
- Michael von Cesena verurteilt Benedikt XII. wegen der Fortführung der Politik Johannes XXII.
- In den Statuten der Franziskaner wird bestimmt, dass jeder ihrer Studenten in Paris eine Bibel im Wert von 300 livres oder den entsprechenden Geldwert für ihren Erwerb erhalten soll.

### Katastrophen
- Die Pestpandemie, die 1331 in China ausgebrochen ist, erreicht die christliche Gemeinschaft der Assyrischen Kirche des Ostens von Issykkul am Balchaschsee. Sie wird 1347 als Schwarzer Tod Europa erreichen.
- Ein Heuschreckeneinfall über Österreich, Tschechien und Bayern erreicht im August das Rhein-Main-Gebiet. Es kommt zu erheblichen Schäden und Ernteausfällen.[1]

## Geboren

### Geburtsdatum gesichert
- 2. Januar: Jean d’Outremeuse, Lütticher Kleriker und Chronist († 1400)
- 4. Januar: Muhammad V., Emir von Granada († 1391)
- 9. Januar: Chungjeong Wang, 30. König des koreanischen Goryeo-Reiches († 1352)
- 21. Januar: Karl V., König von Frankreich († 1380)
- 3. Februar: Jeanne de Bourbon, Königin von Frankreich († 1378)
- 29. November: Lionel of Antwerp, englischer Adliger, Earl of Ulster († 1368)

### Genaues Geburtsdatum unbekannt
- August: Arnaud-Amanieu d’Albret, französischer Offizier im Hundertjährigen Krieg, Sire von Albret und Nérac, Vizegraf von Tartas und Graf von Dreux († 1401)
- Alexios III., Kaiser und Großkomnene von Trapezunt († 1390)
- Biligtü Khan, Khan der Mongolen in Karakorum († 1378)
- Tvrtko I., Ban von Bosnien († 1391)

## Gestorben

### Todesdatum gesichert

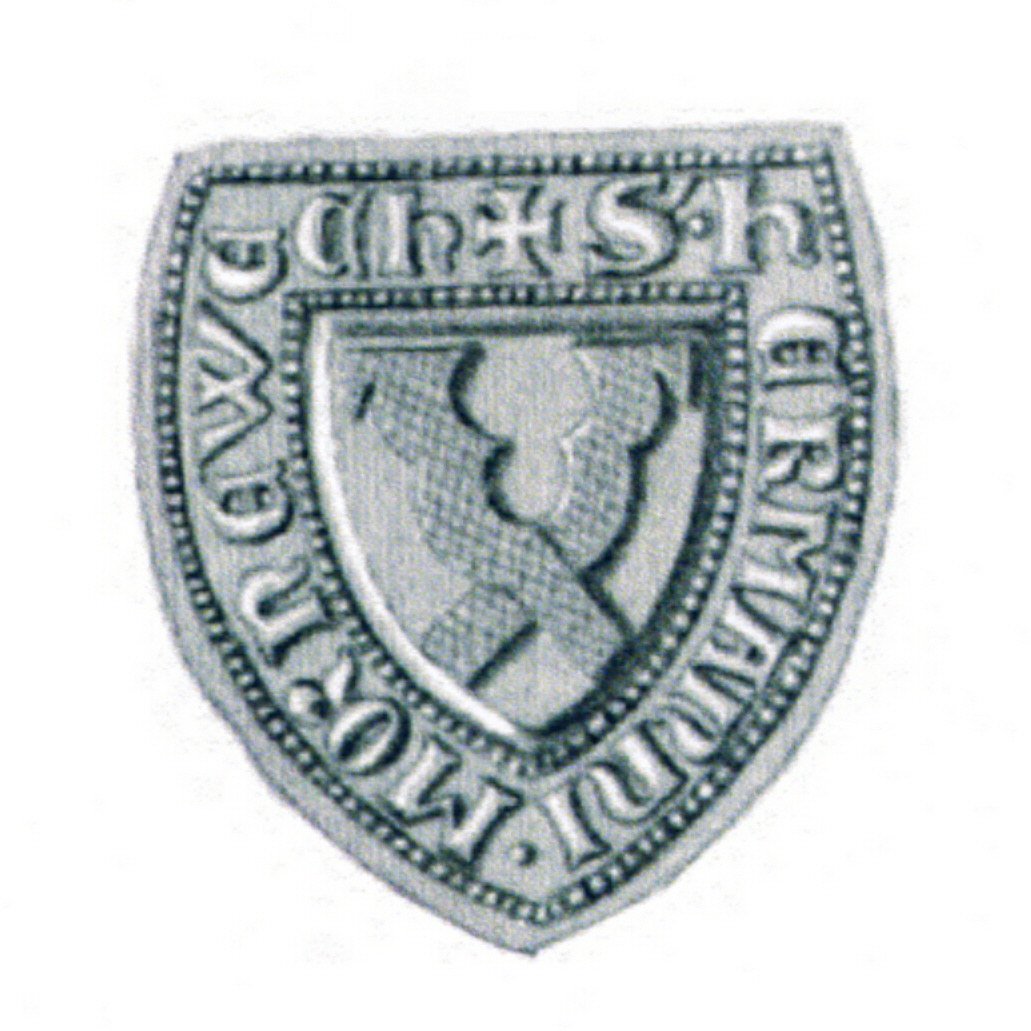
Siegel Hermann Mornewegs

- 25. Januar: Hermann Morneweg, Bürgermeister der Hansestadt Lübeck (* um 1270)
- 17. März: Johann Heinrich IV., Graf von Görz (* um 1322)
- 30. März: Friedrich III. von Leibnitz, Erzbischof von Salzburg
- 21. April: Theodor I., Markgraf von Montferrat (* 1291)
- 29. April: Peter Wise, Lübecker Kaufmann und Förderer des Klosters Doberan
- 7. Juni: Giles de Badlesmere, englischer Adeliger (* 1314)
- 31. Juli: Heinrich Krafft, Bischof von Lavant
- 22. August: Wilhelm II., Herzog von Athen (* 1312)

### Genaues Todesdatum unbekannt
- vor dem 25. März: William Kyme, englischer Adeliger (* um 1283)
- September: Thomas of Brotherton, Sohn von Eduard I. von England (* 1300)
- Alfonso Fadrique de Aragón, Vikar des katalanischen Herzogtums Athen (* um 1290)
- Convenevole da Prato, italienischer Notar, Gesandter und Pädagoge (* um 1270)
- Isabel de Clare, englische Adelige (* 1263)
- Richard de Clare, englischer Geistlicher (* um 1286)
- John de Ros, englischer Adeliger, Höfling und Admiral
- Friedrich von Wernigerode, Graf von Wernigerode
- Hermann Klendenst, Lübecker Kaufmann, Bankier und Ratsherr
- Andrew Murray, schottischer Heerführer im Schottischen Unabhängigkeitskrieg und Guardian of Scotland (* 1298)
- Nitta Yoshisada, japanischer Adeliger und Samurai (* 1301)
- Marino Sanudo der Ältere, venezianischer Staatsmann und Geograph (* um 1260)
- Wilhelm von Arnsberg, Herr der Grafschaft Arnsberg (* um 1277)